# أبو يوسف التركي
أميت يسار توبراك المعروف أيضًا باسمه الحركي أبو يوسف التركي هو تركي كان قناصًا في جبهة النصرة درب المقاتلين على كيفية أن يصبحوا قناصين. كان أيضًا عضوًا في وحدة الذئب، التي وُصفت بأنها وحدة من مقاتلي جبهة النصرة (وفقًا لوثائق عثر عليها أعضاء محطة تلفزيون الآن في دبي). يُقال إن وحدة الذئب هي اسم آخر لجماعة خراسان، على الرغم من وجود مؤشرات على أن جماعة خراسان قد لا تكون موجودة ككيان منفصل عن جبهة النصرة. عاش التركي في محافظة بورصة التركية، تاركًا وراءه خمسة أطفال وذهب للقتال في صفوف جبهة النصرة. في 23 سبتمبر 2014، قُتل التركي خلال سلسلة من الغارات الجوية التي شنتها قوات التحالف المناهضة لجماعة خراسان بقيادة الولايات المتحدة على سوريا.